# Consell departamental de les Costes d'Armor
El consell departamental de les Costes d'Armor és l'assemblea deliberant executiva del departament francès de les Costes d'Armor a la regió de Bretanya. La seva seu es troba a Saint-Brieuc. Des de 1997, el president és Claudy Lebreton (PS).

## Antics presidents
- Charles Josselin (PS) de 1976 a 1997
- René Pleven (UDSR - Démocrate-Chrétien) de 1948a 1976

## Els vicepresidents
- Michel Lesage (PS), 1 vicepresident encarregat de l'Educació i de la Ciutadania
- Yannick Botrel (PS), vicepresident encarregat de Finances i l'Administració General
- Félix Leyzour (PCF), vicepresident encarregat de Treballs i Infraestructures
- Charles Josselin (PS), vicepresident encarregat d'Afers Europeus
- Jean-Jacques Bizien (PS), vicepresident encarregat de Solidaritats
- Monique Le Clezio (PS), vicepresidente encarregate del Desenvolupament Econòmic, de Turisme i de la Recerca
- Jean Le Floc'h (PS), vicepresident encarregat de l'Agricultura i desenvolupament rural
- Jean Derian (PCF), vicepresident encarregat d'Esports i Lleure
- Christian Provost (PS), vicepresident encarregat de la Cultura i de la Joventut
- Pierrick Perrin (PS), vicepresident encarregat del Servei Públic Territorial
- Michel Brémont (PS), vicepresident encarregat de la Mar, dels Transports i la Seguretat Civil
- Paule Quéméré (PS), vicepresidente encarregate d'Habitatge i integració
- Denis Mer (PS), vicepresident encarregat de desenvolupament Local, i de l'Economia Social i Solidària
- Patrick Boullet (PS), vicepresident encarregat de la Cooperació Descentralitsada
- Loïc Raoult (PS), vicepresident encarregat de Desenvolupament Durable

## Els consellers generals
El Consell General de Costes del Nord comprèn 52 consellers generals escollits dels 52 cantons de les Costes del Nord.
| Grup                          | Nombre de consellers generals | President de Grup | Estatut  |
| ----------------------------- | ----------------------------- | ----------------- | -------- |
| Grup de l'Oposició            | 10                            | Alain Cadec       | Oposició |
| Grup Socialista i Relacionats | 37                            | Christian Coail   | Majoria  |
| Grup Comunista i Relacionats  | 4                             | Gérard Le Caer    | Majoria  |

El Consell General compta amb un conseller no adscrit.

## Pressupost
El pressupost del Consell General per al 2007 era de 528,5 milions d'euros.